# ЦАГИ
Централни аерохидродинамички институт (ЦАГИ) — је главни научноистраживачки центар руског ваздухопловства, подређен је Министарству индустрије Русије. Основао га је пионир руског ваздухопловства Николај Јегорович Жуковски, 1. децембра 1918. године, у Москви.
Институт се, током свога постојања, развијао и имао организацијске измене. У Жуковском је основан Аеромеханички факултет, у саставу ЦАГИ, за школовање и припрему младих стручњака за решавање сложених проблема у ваздухопловној индустрији.
ЦАГИ је направио велика најновија достигнућа у космичком програму, ракетом Енергија и летелицом Буран.
У 2013. години, ЦАГИ је успешно развио сложене хеликоптере, погоњене елисом (ротором), који лете екстра великом брзином.

## Историја
Основан је 1 децембра 1918. године, у Москви, по идеји и иницијативи пионира руског ваздухопловства Николаја Јегоровича Жуковског, са базом Аэродинамичких лабораторија и ваздухопловних експерименталних капацитета Московског техничког универзитета. У 1919. години, прикључена му је и аэродинамичка лабораторија коју је изградио Д. Рјабушински, већих могућности од универзитетских, боље је опремљена.
Институт је брзо постао предводник националне ваздухопловне науке, обележио се менталитетеом домаћих научника и стручњака. Семинарско теоретски одсек, под вођством Чаплигина, изнедрио је импозантну гарнитуру научника који су постигли изузетне доприносе у математици и механици, што је постало темељ у успешан продор у научне ваздухопловне области.
Јубиларне годишњице Института (15 и 25 година постојања), прослављене су широко и с великим уважавањем у земљи, уз високо учешће представника власти. На 15. годишњицу, осам припадника Института је одликовано високим државним Орденом, а на 25. годишњицу је награђено више од 100 водећих припадника.
ЦАГИ су посетили познати светски научници: Лудвиг Прантл (1929.), Т. фон Карман (1927. и 1937. године.), У. Нобиле (1931.) и Т. Леви-Чивита (1935).
Током своје историје, Институт је имао и организациони развој и трансформације. Пошто је покривао потребе велике државе, са интеивним развојем свих ваздухопловних делатности, било је и више дислокација појединих капацитета, а касније и у појединачна прерастања у одвојене бирое и заводе.

## Савремено
ЦАГИ сарађује са више од педесет водећих страних авионских компанија и истраживачких центара у Америци, Европи и Азији у области теоријских и експерименталних студија. Током протеклих 10 година, Институт има више од 300 уговора и донација.
На располагању Института - више је од 60 аеротунела и пробних столова, за истраживање у домену снаге, акустике, аеродинамике и динамику лета авиона.
Број запослених значајно је смањен - са 14,5 хиљада на 4 хиљаде (2009.), формирана је усаглашена старосна разлика у кадровској структури.

## Основне делатности
Област рада Института су:
- Теоријска, експериментална и примењена истраживања у области аеродинамике, динамике лета, система команди лета, погона и аероеластицити, аеротхермодинамике и динамике гаса, напредних технологија авиона, јединствених експерименталних објеката, хидродинамике и аероакустике, укључујући и области развоја нанотехнологије.
- Верификација квалитета летелица.
- Закључак о погону и аеродинамици.
- Пројектовање аеротунела и мерних уређаја.
- Развој нумеричких метода и софтвера.
- Уговарање послова са иностраним партнерима.
- Реализације поруџбина и уговора са иностраним купцима.

## Руководиоци (лидери)
- Николај Јегорович Жуковски (1918-1921.) — Председник председништва
- Серге́ј Алексејевић Чаплигин (5 априла 1921—1928.) — Председник колегијума

### Директори
| - В. А. Архангељскиј (5 апрела 1921.—1924.) - Г. А. Озеров (1924.—1925.) - Ј. Н. Флаксерман (фебруар 1925. — октобар 1928.) - С. А. Чаплигин ( 1930. — фебруар 1931.) - С. В. Петренко-Лунев (фебруар 1931.) - П. И. Пурвин - С. С. Друјан - Н. Е. Пауфлер (1931—1932.) - И. К. Проценко (до јануар 1932.) - Н. М. Харламов (јануар 1932. — новембар 1937.) - И. К. Проценко ( новембар 1937. — фебруар 1938.) - М. Н. Шуљженко (фебруар 1938.— јуни 11940.) | - И. Ф. Петров (јуни 1940. — мај 1941.) - С. Н. Шишкин (мај 1941. — 1950.) - А. И. Макаревскиј (1950. — 1960.) - В. М. Мјасишчев (1960. — 1967.) - Г. П. Свишчев (1967. — 1989.) - Г. И. Загајинов (1989—1995) - В. Я. Нејиланд (1995. — 1998.) - В. Г. Дмитриев (1998. —2006.) - В. А. Каргопољцев (2006. —2007.) - С. Л. Чернјишчев (2007. —2009.) - Б. С. Аљешин (2009. — 2015.) - С. Л. Чернјишчев (2015.— актуелан) |